# TREM-2
Receptor desencadeado expresso nas células mielóides 2, também conhecido como TREM-2 (da siga em inglês, Triggering receptor expressed on myeloid cells 2), é uma proteína que, em humanos, é codificada pelo gene TREM2.